# ФК Боависта
Боависта је фудбалски клуб из Портоа, Португалија који је учесник елитног ранга такмичења. Позната је по својим црно-белим коцкастим дресовима и ривалству са градским супарником Портом. Истакнити појединци у новијој историји клуба су играчи Ервин Санчез (најбољи фудбалер Боливије свих времена), Џими-Флојд Хаселбајнк и тренер Жаиме Пашеко.

## Успеси клуба

### Национални
- Првенство Португалије (Primeira Divisão, Primeira Liga, Campeonato Nacional)
  - Првак (1) : 2000/01.
  - Вицепрвак (3) : 1975/76, 1998/99, 2001/02.
- Куп Португалије (Taça de Portugal)
  - Победник (5) : 1974/75, 1975/76, 1978/79, 1991/92, 1996/97.
  - Финалиста (1) : 1992/93.
- Суперкуп Португалије (Supertaça Cândido de Oliveira)
  - Победник (3) : 1979, 1992, 1997.
  - Финалиста (1) : 2001.
- Друга лига Португалије (Segunda Divisão)
  - Првак (2) : 1936/37, 1949/50.
  - Вицепрвак (3) : 1934/35, 1939/40, 1968/69. (промоција)

### Регионални
- Првенство округа Порто (Campeonato do Porto)
  - Првак (1) : 1913/14.
  - Вицепрвак (1) : 1917/18.
- Прва дивизија ФС округа Порто (1.ª Divisão da AF Porto)
  - Првак (1) : 1967/68.
- Куп Жозе Монтеиро да Кошта (José Monteiro da Costa Cup)
  - Финалиста (1) : 1916.

### Међународни
- Лига шампиона (Liga dos Campeões da UEFA)
  - Друга групна фаза (1) : 2001/02.
- Куп победника купова (Taça dos Clubes Vencedores de Taças)
  - Осмина финала (4) : 1975/76, 1976/77, 1979/80, 1992/93.
- Куп УЕФА (Copa da UEFA)
  - Полуфинале (1) : 2002/03.
  - Четвртфинале (1) : 1993/94.
  - Осмина финала (1) : 1996/97.

## Тренутни састав
Од 17. октобра 2023.
| Бр. |             | Позиција | Играч                       |
| --- | ----------- | -------- | --------------------------- |
| 1   | Бразил      | Г        | Сезар                       |
| 5   | Нигерија    | О        | Чидози Евазим               |
| 6   | Гвинеја     | С        | Ибраима Камара              |
| 7   | Португалија | Н        | Салвадор Агра               |
| 8   | Португалија | Н        | Бруно Лоренсо               |
| 9   | Словачка    | Н        | Роберт Боженик              |
| 10  | Португалија | С        | Мигел Реисињо               |
| 11  | Португалија | Н        | Луис Сантос                 |
| 12  | Бразил      | Г        | Луис Пирес                  |
| 13  | Јапан       | Н        | Масаки Ватаи                |
| 16  | Португалија | О        | Жоел Силва                  |
| 18  | Црна Гора   | С        | Илија Вукотић               |
| 20  | Португалија | О        | Филипе Фереира              |
| 21  | Португалија | Н        | Тиаго Мораиш                |
| 23  | Француска   | О        | Венсан Сасо                 |
| 24  | Колумбија   | С        | Себастиан К.Перез (капитен) |

| Бр. |                 | Позиција | Играч                |
| --- | --------------- | -------- | -------------------- |
| 26  | Уругвај         | О        | Родриго Абаскал      |
| 27  | Венецуела       | Н        | Хериел Де Сантис     |
| 30  | Република Ирска | Н        | Кристијано Фицџералд |
| 33  | Португалија     | О        | Педро Гомеш          |
| 35  | Португалија     | О        | Гонзало Алмеида      |
| 42  | Република Конго | С        | Гаијус Макута        |
| 55  | Гвинеја Бисао   | О        | Жулио Дабо           |
| 59  | Португалија     | Н        | Мартим Тавареш       |
| 70  | Нигерија        | О        | Бруно Оњумичи        |
| 78  | Португалија     | Г        | Томе Соуза           |
| 79  | Португалија     | О        | Педро Маљеиро        |
| 80  | Португалија     | С        | Бернардо Консеисао   |
| 88  | Португалија     | С        | Марко Рибеиро        |
| 90  | Португалија     | Н        | Тиаго Машадо         |
| 99  | Португалија     | Г        | Жоао Гонсалвеш       |

### На позајмици
| Бр. |                        | Позиција | Играч                 |
| --- | ---------------------- | -------- | --------------------- |
|     | Доминиканска Република | Н        | Дијего Љоренте (Леса) |

| Бр. |             | Позиција | Играч                   |
| --- | ----------- | -------- | ----------------------- |
|     | Португалија | Н        | Мануел Намора (Леишоиш) |

## Трофејни тренери Боависте
- Жозе Мариа Педрото — 2 купа Португала (1974/75, 1975/76).
- Џими Хејган — 1 куп Португала (1978/79).
- Марио Лино — 1 суперкуп Португала (1979).
- Мануел Жозе — 1 куп Португала (1991/92). и 1 суперкуп Португала (1992).
- Марио Реис — 1 куп Португала (1996/97). и 1 суперкуп Португала (1997).
- Жаиме Пашеко — 1 титула првака Португала (2000/01).